# Вілбур Гарден
Ві́лбур Га́рден (англ. Wilbur Harden; 31 грудня 1924, Нью-Йорк — 10 червня 1969, Нью-Йорк) — американський джазовий флюгельгорніст і трубач.

## Біографія
Народився 31 грудня 1924 року в Нью-Йорку. Грав у блюзових гуртах Роя Брауна, Айворі Джо Гантера, а також військових бендах у 1950-х роках. Наприкінці 1950-х років переїхав у Детройт; у 1957 році замінив Кертіса Фуллера у гурті Юсефа Латіфа. У 1958 році записав чотири альбоми як соліст на лейблі Savoy Records: три з Джоном Колтрейном та один з квартетом Томмі Фленагана. У 1959 році через хворобу залишив музику та провів 4 роки під медичним наглядом. У 1960 році взяв участь в останній своїй сесії з гуртом Кертіса Фуллера після чого покинув музику у віці 35 років. Помер 10 червня 1969 року в Нью-Йорку у віці 44 років.
Був одним з найперших музикантів, що почали використовувати флюгельгорн в джазі.

## Дискографія
- The King and I (Savoy, 1958)
- Mainstream 1958 (Savoy, 1958)
- Jazz Way Out (Savoy, 1958)
- Tanganyika Strut (Savoy, 1958)